# Papa-moscas-vermelhão
O papa-moscas vermelhão (Pyrocephalus obscurus) é uma ave da espécie  passeriforme da família dos Tyrant flycatcher encontrado em toda a América do Sul e sul da América do Norte. É uma exceção marcante entre os Tyrannidae geralmente monótonos devido à sua coloração vermelhado.

## Subespécies

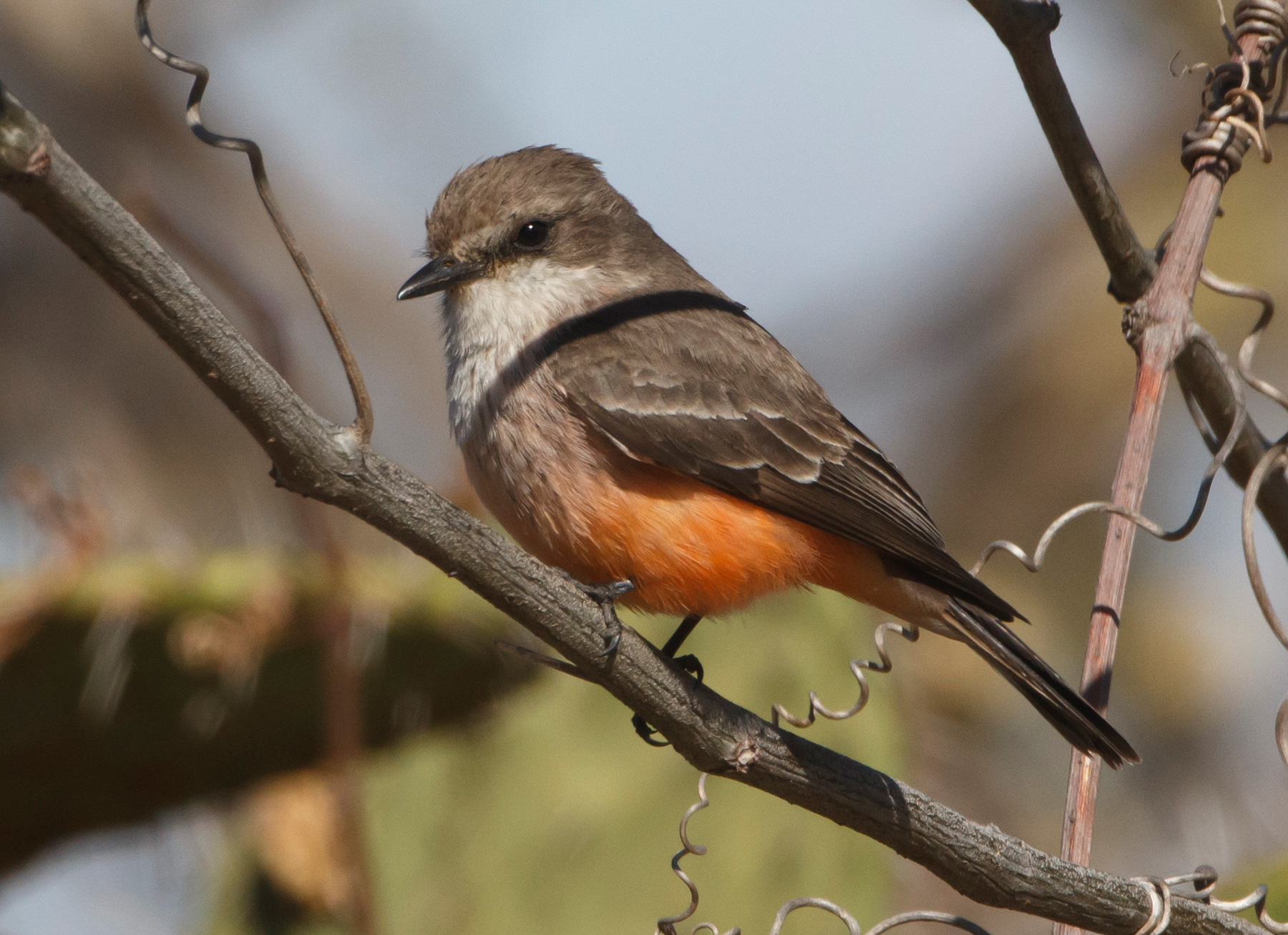
Feminino P. o. mexicano, San Augustin Etla, Oaxaca, México

Antes de 2016, os autores haviam reconhecido entre 11 e 13 subespécies (às vezes chamadas de raças). Um estudo molecular de 2016 revisou isso para nove subespécies, fez outras duas suas próprias espécies ( P. nanus — papa-moscas de Darwin, P. dubius — papa-moscas San Cristóbal, P. rubinus — papa-moscas escarlate) e determinou que outra não era válida ( P. principal ). Alguns trabalhos ainda se referem ao papa-moscas vermelhão como Pyrocephalus rubinus, o que pode levar a confusão com o papa-moscas escarlate (também chamado de Pyrocephalus rubinus). O papa-moscas vermelho provavelmente evoluiu por volta de 1,15 milhões de anos atrás (mya), as espécies nas Ilhas Galápagos se separaram cerca de 0,82 meu. A subespécie sul-americana havia se unido em cerca de 0,56 mya, e a subespécie norte-americana divergiu da sul-americana em 0,25 m.
Existem nove subespécies amplamente reconhecidas, que diferem principalmente na cor e saturação da plumagem do macho e na cor e quantidade de estrias da fêmea. Os limites geográficos entre algumas subespécies não estão bem definidos:
- P. o. obscurus (Gould, 1839) — A raça nominal, que se encontra na região de Lima, no oeste do Peru.
- P. o. mexicanus ( Sclater, 1859) — Encontrado do sul do Texas, nos Estados Unidos, do sul ao centro e sul do México.  Suas partes superiores são as mais pretas de todas as raças, e o macho não tem manchas nas partes vermelhas.[6] Esta subespécie recebeu o nome do México.[7] :252
- P. o. saturatus ( von Berlepsch e Hartert, 1902) —Encontrado no nordeste da Colômbia, oeste e norte da Venezuela, Guiana e norte do Brasil.  A fêmea tem partes inferiores rosadas.[6] Saturatus significa "ricamente colorido" em latim.[7] :54
- P. o. blatteus ( Bangs em 1911) — Encontrado no sudeste do México, Belize e norte da Guatemala.  As partes superiores são mais pálidas e as inferiores mais vermelhas em comparação com a raça nominal, sem um tom alaranjado. Também é menor do que as outras raças mexicanas.[6] Blatteus significa "cor púrpura" em latim.[7] :73
- P. o. flammeus ( van Rossem, 1934) —Encontrado no sudoeste dos Estados Unidos e noroeste do México.  As partes superiores são mais pálidas e levemente cinzentas, e as partes inferiores são mais alaranjadas do que a raça indicada. Os machos também podem ter manchas alaranjadas na coroa e no peito, enquanto as fêmeas são menos listradas.[6] Flammeus significa "chama colorida" em latim.[7] :54
- P. o. ardens ( Zimmer, 1941) —Encontrado no norte do Peru, no extremo leste de Piura, Cajamarca e Amazonas .  Sua coloração foi descrita como "vermelho ardente". A frente da coroa das fêmeas é levemente rosada.[6] Ardens significa "queimar" em latim .[7] :54
- P. o. cocachacrae (Zimmer, 1941) — Encontrado desde o sudoeste do Peru até o extremo norte do Chile.  O macho tem um manto mais marrom e menos partes inferiores vermelhas, enquanto a fêmea tem menos partes inferiores brancas, em comparação com a raça nominal. A localidade tipo é o Distrito de Cocachacra no Peru.[6]
- P. o. piurae (Zimmer, 1941) —Encontrado do oeste da Colômbia ao sul ao noroeste do Peru, é nomeado para a província de Piura no Peru.[7] :309
- P. o. pinicola ( Howell, 1965) —Encontrado no leste de Honduras e nordeste da Nicarágua.  É menor que P. o. blatteus, e as fêmeas têm mais partes inferiores alaranjadas. Prefere habitats de savana de pinheiros, o que se reflete no nome Pinicola : traduz aproximadamente "morador de pinheiros" do latim.[6][7] :307

## Descrição

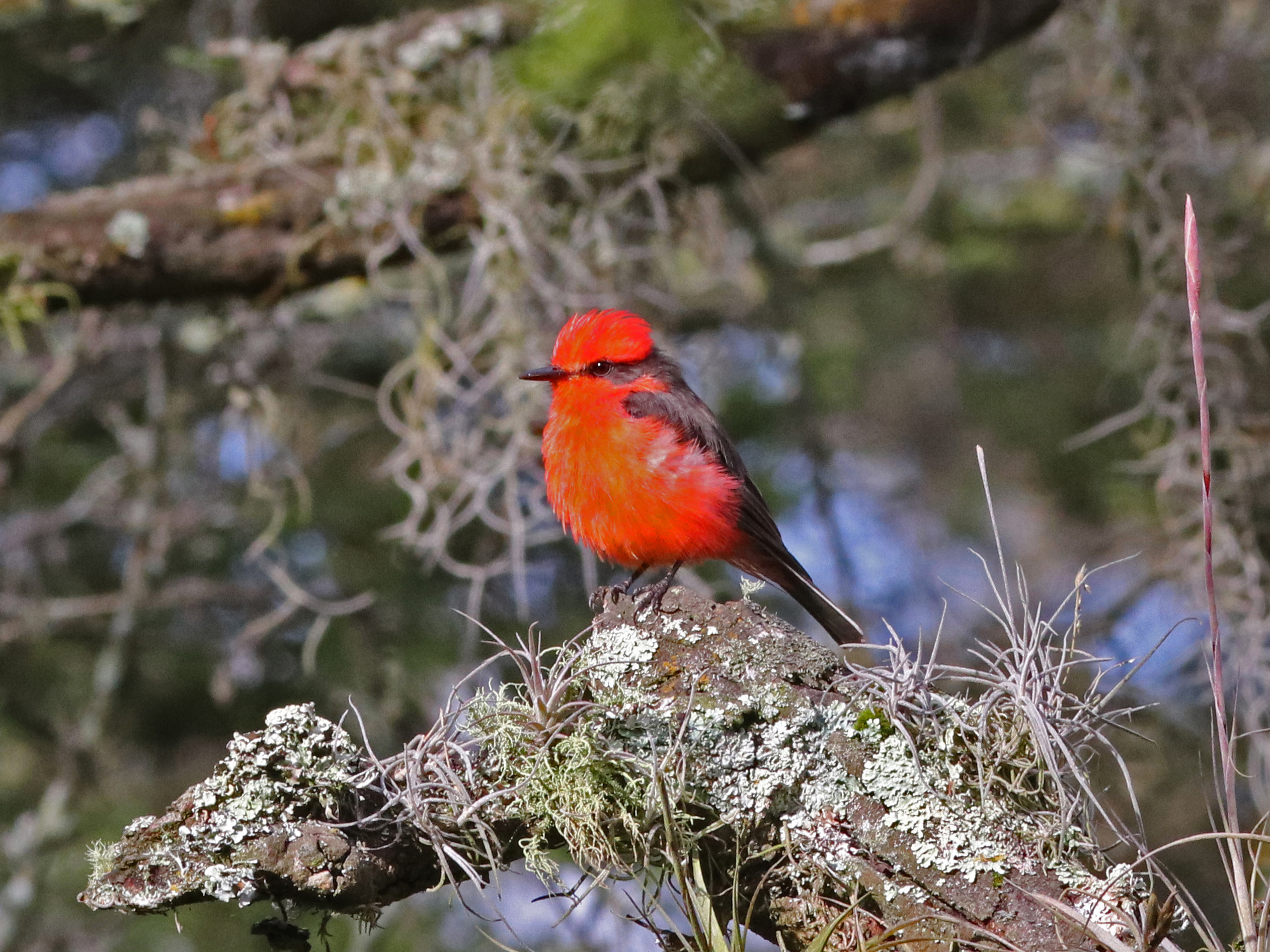
Macho no Bosque Protector Jerusalém, Equador

O papa-moscas vermelho é um pequeno pássaro, medindo 13–14 cm (5.1–5.5 in) da ponta à cauda, em torno de 7.8 cm (3.1 in) da ponta da asa ao corpo, com uma massa entre 11 and 14 g (0.39 and 0.49 oz) .  A envergadura varia de 24 a 25 centímetros (9,4 a 9,8 pol) . É fortemente dimórfico . Os machos são vermelhos brilhantes, com plumagem marrom escura contrastante. As fêmeas são monótonas e têm uma barriga cor de pêssego com uma parte superior cinza escuro. A cor avermelhada varia, mas pode ser vermelhão, escarlate ou alaranjado. Nos machos, a coroa, o peito e as partes inferiores são vermelhas. Os lores (região na frente dos olhos), nuca, asas, partes superiores e cauda são todos castanhos. A fêmea tem uma coroa acinzentada, assim como coberturas de orelha, asas e cauda acinzentadas. As penas de voo e as coberturas das asas são cinza ligeiramente mais pálidas, o que cria um efeito de barramento. O supercílio é mais branco. As partes inferiores começam brancas, mas tornam-se vermelhas claras movendo-se para baixo. Os juvenis de ambos os sexos são semelhantes às fêmeas adultas; os machos juvenis têm as partes inferiores vermelhas muito mais brilhantes, enquanto as fêmeas juvenis têm as partes inferiores amareladas. A plumagem parece constante ao longo do ano para ambos os sexos adultos e juvenis. Eles têm uma crista, que pode ser levantada quando se sentem ameaçados. Os machos não são facilmente confundidos com outras espécies, mas as fêmeas monótonas podem ser confundidas com outras espécies.
As penas são substituídas pela muda, que leva entre 62 e 79 dias e começa em julho, com duração até setembro. Muitos papa-moscas vermelhão mudam apenas depois de completar sua migração para regiões mais quentes. A muda é bastante lenta em comparação com a de outras famílias, pois a muda rápida cria penas ruins e interrompe o voo, o que é insustentável para uma espécie que se alimenta por via aérea. Um estudo de 2013 determinou que os padrões de chuva de monção não afetam a muda, como era esperado anteriormente. Em vez disso, os efeitos temporais baseados na latitude são mais importantes no momento da muda.

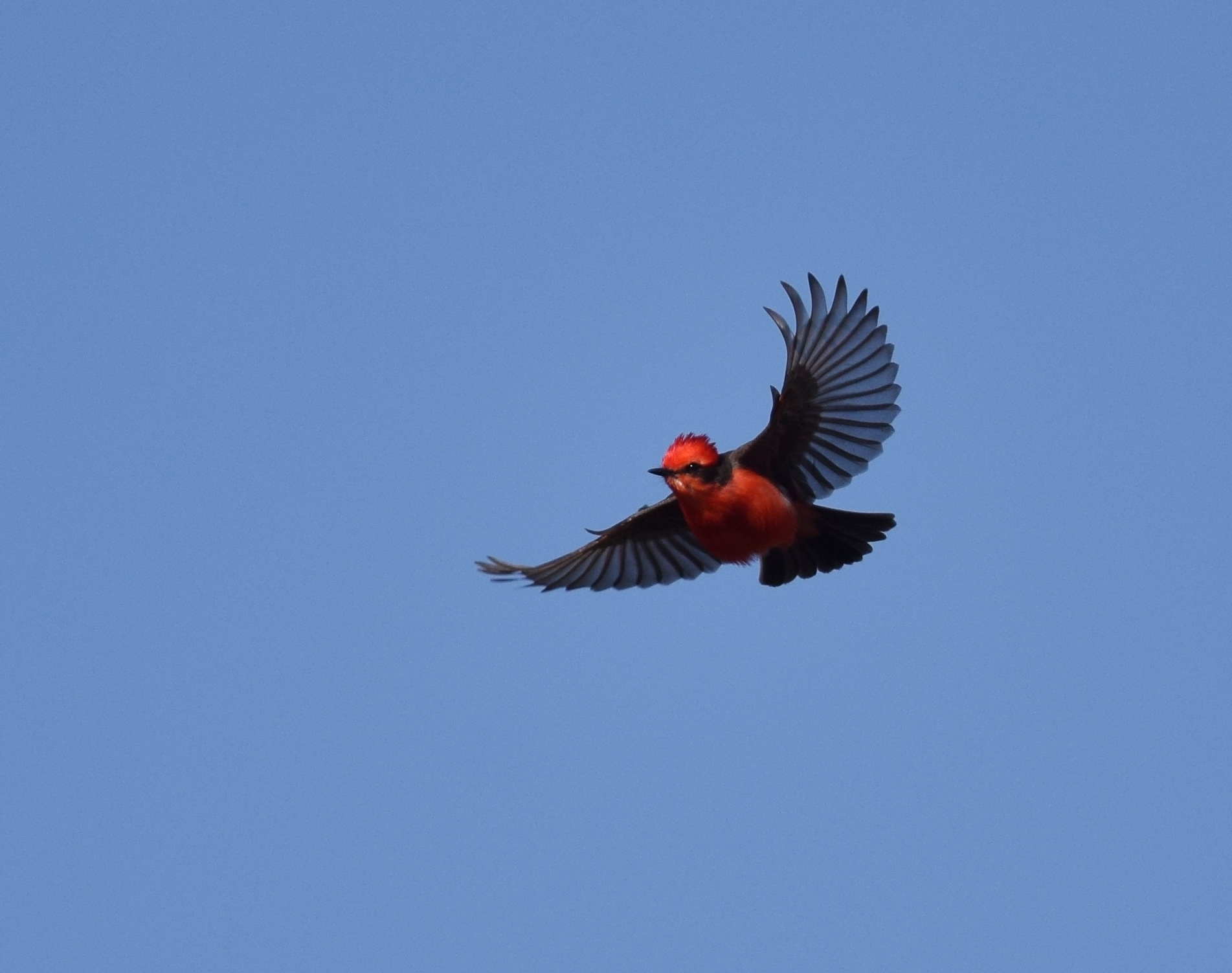
Em voo, exibindo as penas de voo

### Vocalizações
O ornitólogo David Sibley descreve a música empoleirada como um pit pit pit pidddrrrreedrr, enquanto o Cornell Lab of Ornithology a descreve como um ching-tink-a-le-tink, com ênfase na última sílaba. O canto é dado por machos que voam alto e é descrito como um pt-pt-pre-ee-een pelo Cornell Lab. A música normal também pode ser dada como uma chamada de canto mais lento. Outros ruídos incluem um ruído de xixi que é dado como uma chamada. Um peent está dando enquanto forrageando, mas uma variedade mais agressiva também é usada entre os machos. Como preparação para a cópula, a fêmea pode dar um chamado tjee-tjee-tjee.

## Distribuição e habitat

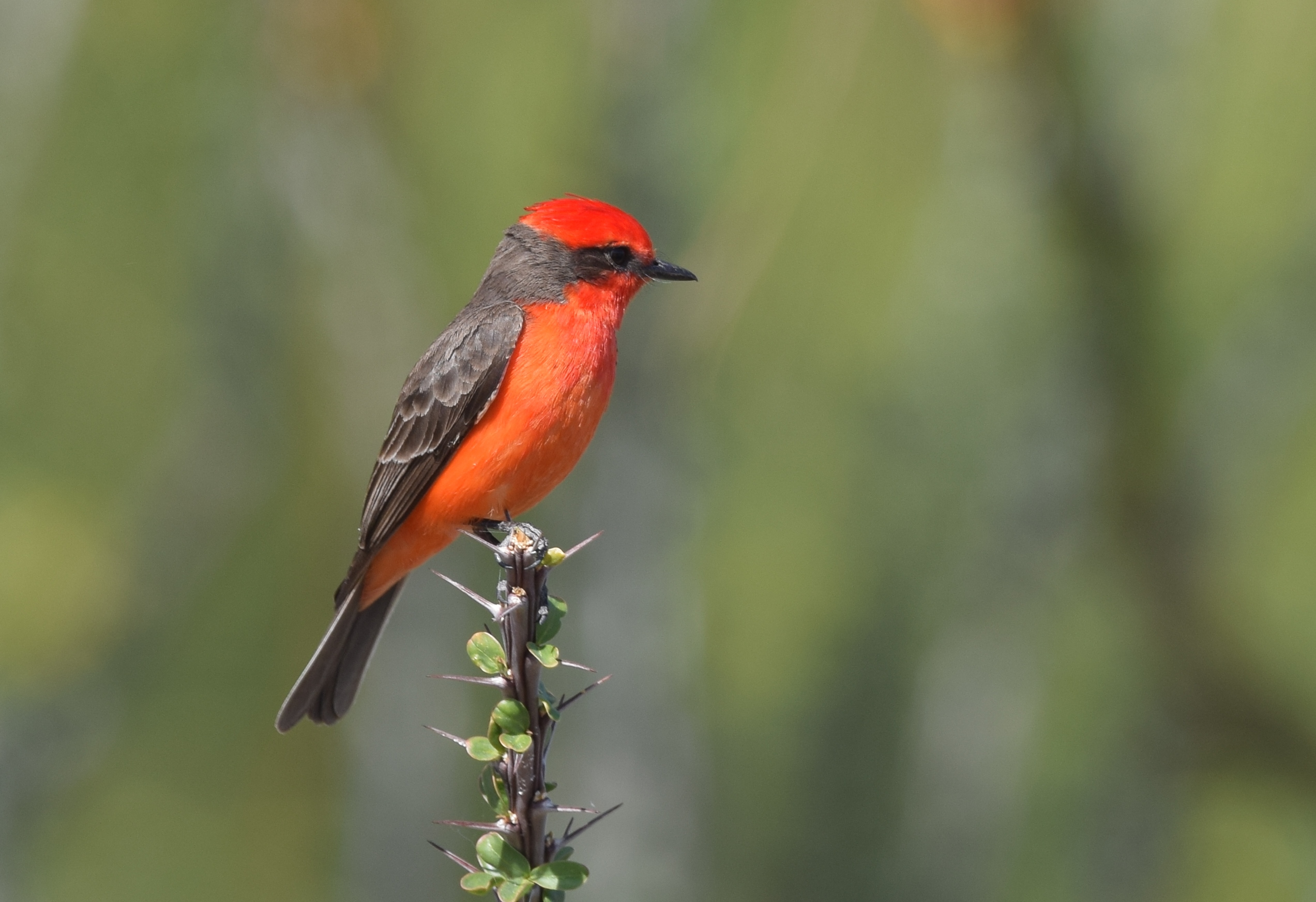
Macho em um ocotillo no Arizona

Seu alcance inclui quase todo o México, estendendo-se ao norte até o sudoeste dos Estados Unidos e ao sul até partes dispersas da América Central e partes do noroeste e centro da América do Sul . Ele variou tão ao norte quanto o Canadá.  As populações norte-americanas são geralmente residentes, migrando apenas na borda da cordilheira. Populações sul-americanas, especialmente aquelas mais ao sul, podem fazer longas migrações para as partes mais setentrionais da Amazônia brasileira . Isso reflete uma tendência a hibernar em áreas onde a temperatura não cai abaixo de −1 °C (30 °F). As migrações podem se estender até 4,000 km (2,500 mi) . As populações norte-americanas geralmente migram no final de agosto e retornam entre fevereiro e abril. Sua capacidade de migrar provavelmente ajudou sua ampla colonização das Américas.
Os papa-moscas vermelhão preferem áreas um pouco abertas e são encontrados em árvores ou arbustos em savana, matagal, áreas agrícolas, matas ciliares e deserto também, mas geralmente perto da água.  Eles variam até elevações de 3,000 m (9,800 ft) . Um estudo no Arizona descobriu que sua área de reprodução preferida incluía copas de choupo ou algaroba, embora os choupos de Fremont não fossem favorecidos. O salgueiro de Goodding foi preferido como local de nidificação onde foi encontrado. As plantas do sub-bosque consistiam principalmente de grama invasora Cynodon dactylon .

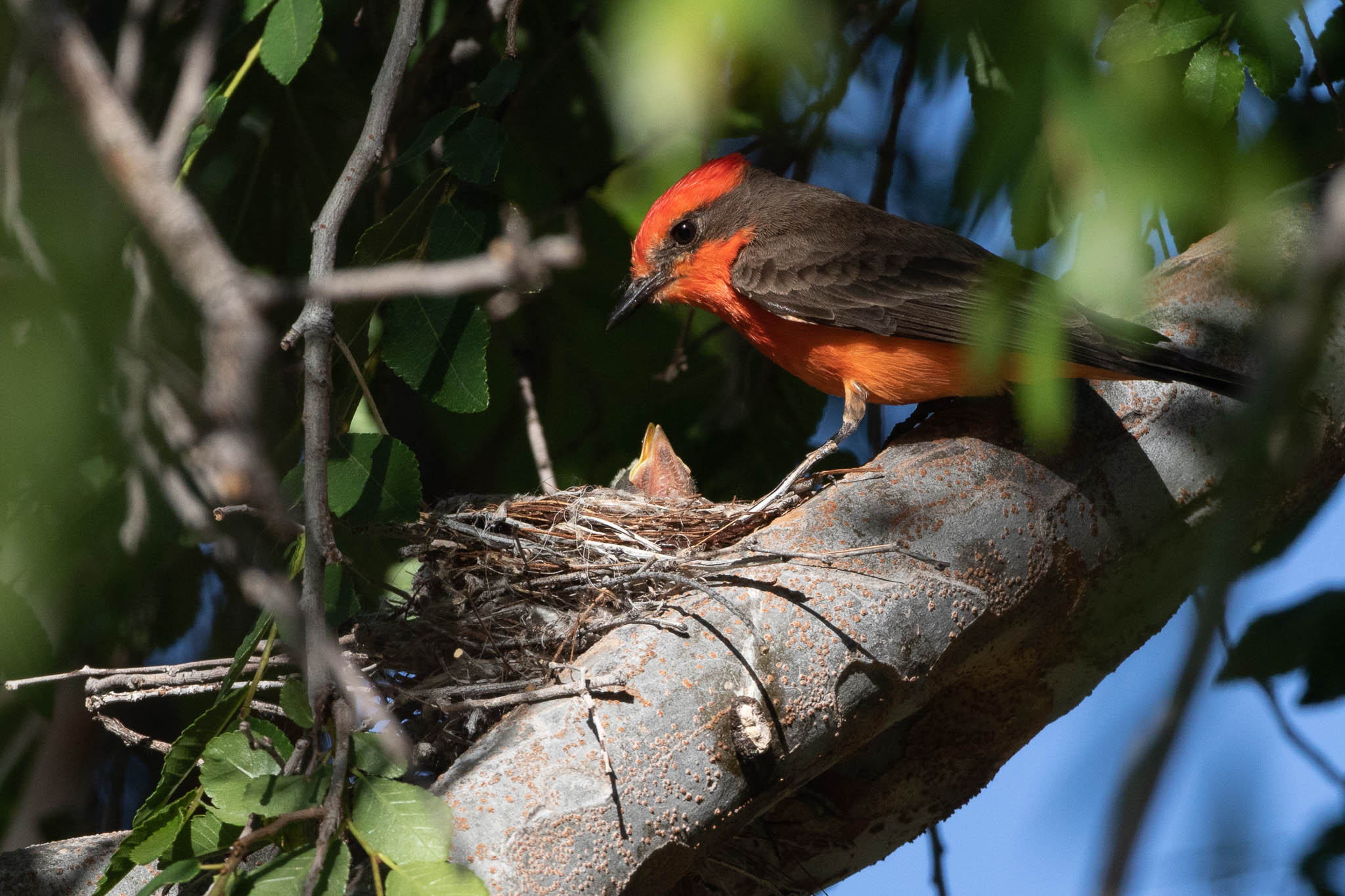
Macho no ninho
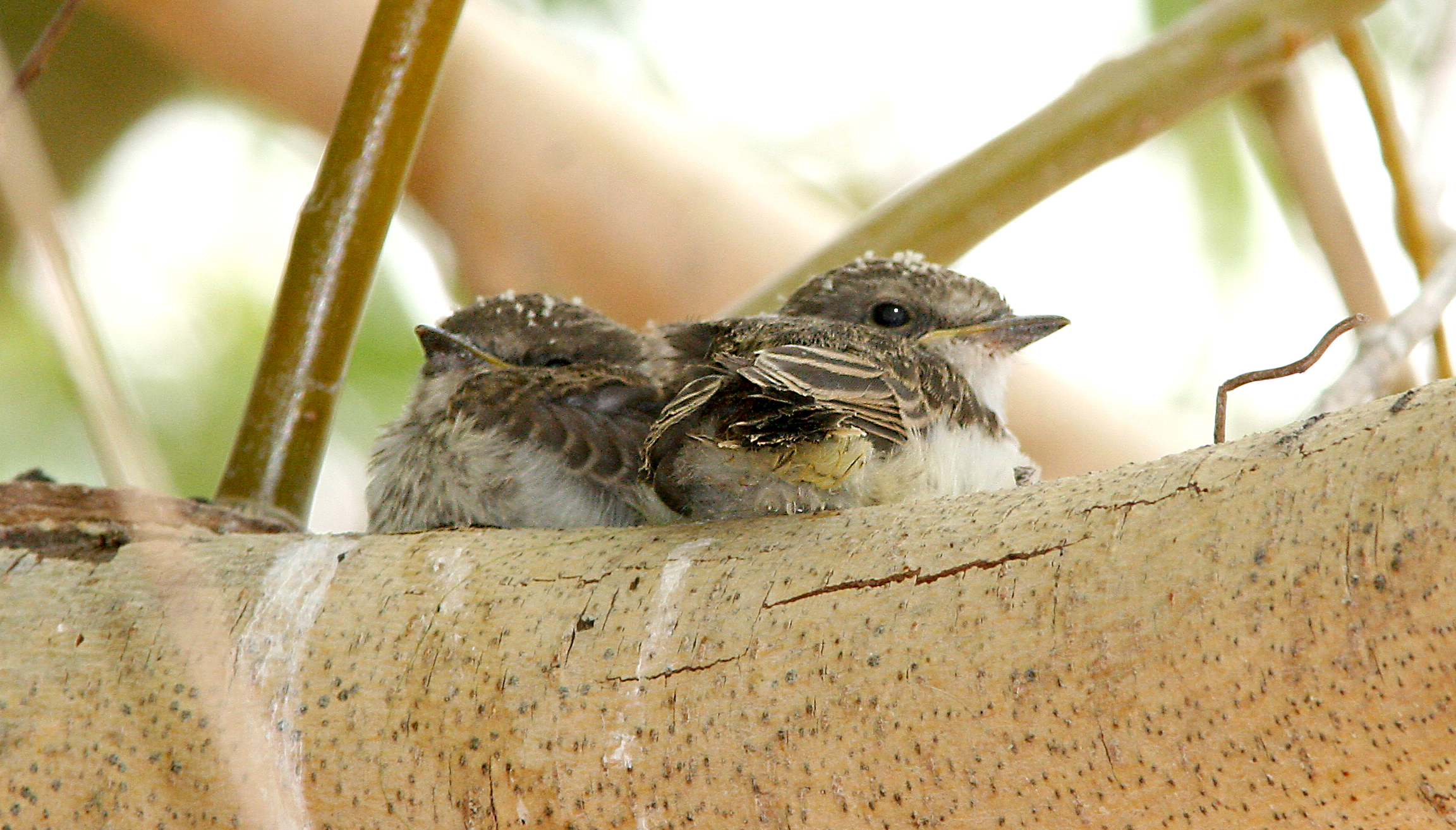
Filhotes, que ainda não atingiram sua primeira muda juvenil
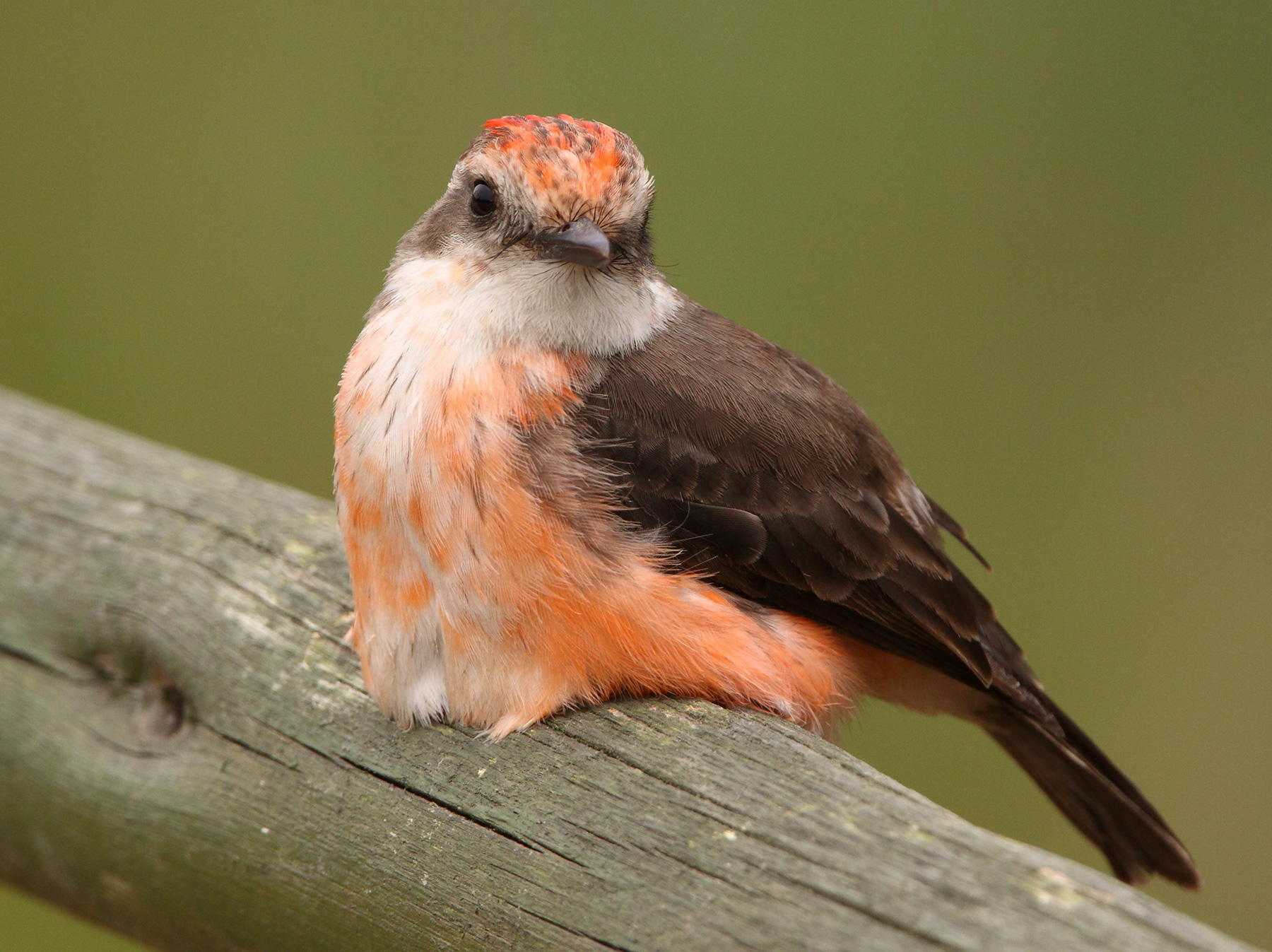
Macho juvenil P. o. obscurus em Lima, Peru, exibindo a plumagem juvenil mais clara